# 昭和日常博物館
昭和日常博物館（しょうわにちじょうはくぶつかん）は、愛知県北名古屋市にある公立博物館。正式名称は北名古屋市歴史民俗資料館。「昭和日常博物館」は、一般来訪者向けに自らキャッチコピーとして用いている別称である。
1990年（平成2年）に、師勝町歴史民俗資料館として開館し、昭和の日常生活のさまざまな生活用具、玩具、風俗の収集、保存、常設展示の他、年3回の企画展示を行っている。市町村合併により、現在の名称に変わった。

## 概要
1999年に「ナツカシイってどんな気持ち～ナツカシイをキーワードに心の中を探る」という企画展示を行い、単に懐かしむ、楽しむ博物館から、高齢者に昭和の時代の電化製品や生活の道具、雑貨を見てもらうことで、当時の記憶を鮮明にし思い出を取り戻す回想法により高齢者の物忘れを防止するという新しい博物館の役割を見出した。以来、国の登録有形文化財に登録されている旧加藤家住宅を利用した市の回想法センターと合わせて、北名古屋市の「思い出ふれあい（回想法）事業」の中心として、ユニークな活動を展開している。
展示品の他に、収集品の中で点数に余裕のある収集品をセットにして、老人会などの高齢者の集まりや集会に貸し出して、昭和の時代の思い出を語り合ったりする教材、資料として提供するということも行っている。他に老人会の団体や高齢者が個人で介護者などに付き添われて博物館を訪れる「おでかけ回想法」というユニークな試みも実践されている。
高齢者と博物館、それに回想という類のない組み合わせによる高齢者事業のユニークな実例として高齢者ケアをテーマにした研究会、研修会でも、その活動を報告し、日本各地から来館者の他、視察も多い。
日本博物館協会会員館。愛知県博物館協会加盟館。2020年、第1回日本博物館協会賞受賞

## 利用案内
- 所在地： 〒481-8588 愛知県北名古屋市熊之庄御榊53 （3F：博物館、1F-2F：北名古屋市東図書館）
- 開館時間： 9時-17時
- 休館日： 毎週月曜日、毎月末日、年末年始（12月28日-1月4日）
- 入場料： 無料

## ギャラリー
- 3階展示品
- 3階展示品
- 昭和期のかき氷機
- 一般家庭の居間を再現
- マツダ・K360、三菱360トラックなど
- スバル・360、マツダ・K360
- 日産・ブルーバードP312
- 日産・セドリックP30、トヨタ・クラウンRS30
- ベンリイCB125など

## アクセス
- 名古屋鉄道犬山線 西春駅下車、徒歩25分。北名古屋市東庁舎の裏手になる。